# Unschuld und Verlangen
Unschuld und Verlangen (Originaltitel: Clèves) ist ein Film von Rodolphe Tissot aus dem Jahr 2021. Vorlage war der Roman von Marie Darrieussecq Clèves (auf Deutsch erschienen unter dem Titel Prinzessinnen). Es geht um das Erwachen und Entdecken der Sexualität einer 15-Jährigen, die damit allein gelassen ist. Dabei benennt der Originaltitel Clèves nicht nur den fiktiven Heimatort des Mädchen in den französischen Alpen, sondern spielt auf die Prinzessin von Clèves oder aber auf Anna von Kleve an, alles Frauen, die ihre Sexualität beherrschen konnten, ganz im Gegensatz zur Hauptperson von Film und Roman.

## Handlung
Der Prolog zeigt, wie Solange, die gerade bei der Familie einer Freundin ist, um mit anderen Klassenkameradinnen zusammen ein Referat zu schreiben, vom ersten Auftreten ihrer Periode überrascht wird. Sie lässt sich von ihrem Vater nach Hause holen, nicht ohne entsprechende Hygieneartikel in einer Apotheke zu holen. Selbständig versorgt sie sich. Ihre Eltern streiten ständig. Wieder muss sie über Nacht zu den Nachbarn Vittoz, einer älteren Frau mit ihrem Sohn Guillaume, die Solange schon als Familienmitglied betrachten, weil ihre Eltern keine Zeit haben und zum Dienst müssen.
Die Handlung setzt vier Jahre später ein. Solange ist 15 Jahr alt und voll mit dem Entdecken ihrer Sexualität beschäftigt. Die Bekräftigung für ihre große Fixierung darauf entnimmt sie auch der Beschreibung ihres Sternzeichens. Dieses Jahr gibt es keinen Familiensommerurlaub, weil der Vater die Familie verlässt. Die einzige Sexualerziehung bleibt ein Päckchen Kondome, die er ihr gibt. Zur Mutter ist das Verhältnis eigenartig distanziert. So geht sie zum Dorffest, wo die Schönlinge bereits von den Klassenkameradinnen besetzt sind. Sie endet in einem Nachtclub bei Alkohol, Tanz und Knutscherei mit einem Feuerwehraspiranten. Sie „bekommt noch rechtzeitig die Kurve“, wobei sie allerdings ihr Smartphone verliert.
Ihre Mutter kann diesen Sommer auch nicht zu Hause sein. Solange soll ihren Souvenirladen betreuen und beim Nachbarn Vittoz wohnen. Solange sagt sie nicht, wohin sie geht. Später wird sie erfahren, dass die Mutter ihre psychischen Probleme, ausgelöst auch durch den frühen Tod eines Geschwisterkindes von Solange und die Untreue ihres Mannes, in einem Krankenhaus behandeln lässt. Inzwischen ist Guillaume Vittoz allein. Die Mutter, an der der Mann von Ende Dreißig sehr hing, ist gestorben. Er betreut Solange wie ein Vater. Aber für Solange sind das keine guten Aussichten.
Sie sitzt in diesem Nest Clèves in den französischen Alpen fest. Die Klassenkameradinnen sind im Urlaub oder zerstritten. Sie ist allein mit ihrem sexuellen Verlangen. Als Guillaume sieht, dass sie sich einsam fühlt, besorgt er ihr eine Einladung zu einer Jugendparty im Schloss. Dort lernt sie Arnaud kennen, einen Schönling voller intellektueller Blasen. Sie ist offen für seine sexuellen Avancen. Sie nähern sich an, auch wenn sie am Ende nicht zum Sex kommen. Solange himmelt ihn seitdem an, ist ihm verfallen. Auch ein weiteres Treffen bei ihm zu Hause, das auf ihre Bemühungen zustande kommt, führt nicht zum ersten Mal, jedoch zum Analverkehr. Weil Arnaud dann aufs Gymnasium nach Grenoble geht, ist die Verbindung unterbrochen. Guillaume, der seine Eifersucht mittlerweile kaum unterdrücken kann, warnt Solange vor Arnaud. Doch für Solange, wieder einsam, wird nun Guillaume Ziel ihres sexuellen Verlangens. Guillaumes Widerstand gegenüber Solange schwindet aus Mitleid mit ihrer Situation, aber auch wegen seiner eigenen Einsamkeit. Immerhin erlebt Solange eine liebevolle Defloration. Später fordert Solange Guillaume zum Analverkehr auf und denkt dabei an Arnaud.
Guillaume will sich zu dem Verhältnis bekennen, ein gemeinsames Leben, weit weg von Clèves aufbauen. Allerdings erkennt Solange mit der Zeit, dass Guillaume nicht in die Welt ihrer gleichaltrigen Freundinnen und Freunden passt und zudem etwas besitzergreifend und protektiv ist. Dann wird Solange schwanger. Er bringt Solange in eine Klinik in Grenoble. Dort leitet die Ärztin Schritte für eine pharmakologische Abtreibung ein. Solange schreibt Guillaume einen Abschiedsbrief und nutzt die Gelegenheit, in Grenoble zu sein, um zu Arnaud zu fliehen.
Sie trifft ihn nicht an seiner Adresse an, erfährt dort aber, dass er gerade mit einem anderen Mädchen umher zieht. In einer Bar erreicht sie ihn endlich. Er begrüßt sie offen und bezieht sie in seine Runde von Freundinnen und Freunden mit ein. Da findet Guillaume Solange. Er will sie gar mit Gewalt mit sich nehmen. Doch Arnaud schlägt ihn weg und flieht mit Solange. Später schlafen sie miteinander. Am nächsten Morgen bittet Solange Arnaud, sie nach Hause zu bringen, weil sie ihre Mutter an diesem Tage zurückerwarte. Als sie dort ankommen, wird gerade Guillaume mit einem Notarztwagen abtransportiert. Die Mutter ist auch da. Sie sagt Solange, dass Guillaume einen Selbstmordversuch mit Pflanzengiften unternommen hat. Sie hat Solanges Abschiedsbrief in der Hand, den sie aus Guillaumes Hand genommen hatte. Darin droht Solange Guillaume, wenn er nicht akzeptiere, dass sie zu Arnaud gehen werde, so werde sie alles verraten. Die Mutter fragt, was das bedeutet. Doch Solange gibt vor, dass er sie nur habe küssen wollen. Der Film endet mit den Selbstvorwürfen der Mutter und der großen Belastung, die Solange durch ihre Verantwortung erfährt.

## Hintergrund
Der Film wurde im Auftrag von ARTE France von Caroline Bonmarchand produziert. Die Dreharbeiten fanden vom 31. August bis zum 25. September 2020 statt. Gedreht wurde im Département Haute-Savoie, in den Gemeinden Alby-sur-Chéran, Amancy, Nâves-Parmelan sowie in der Großstadt Annecy und in Grenoble im Département Isère. Hauptdarstellerin Louisiane Gouverneur war zum Zeitpunkt der Dreharbeiten nicht mehr 15, sondern schon 19 Jahre alt.
Der Film feierte am 17. September 2021 beim Festival de la Fiction in La Rochelle seine Premiere. Der Deutschlandstart war am 3. Juni 2022 in der Arte-Mediathek sowie sieben Tage später im linearen Fernsehen des deutsch-französischen Senders ARTE. In Frankreich verbuchte der Film 1,9 Millionen Abrufe in der Arte-Mediathek sowie 900.000 Zuschauer im linearen Fernsehen.

## Rezeption
Oliver Armknecht meinte, dass die Protagonistin des Films, im Vergleich zu anderen Coming-of-Age-Filmen, „zumindest phasenweise etwas verloren durch die Welt streift, weil die notwendige Orientierung fehlt – da sind die Kondome des Vaters schon der Höhepunkt des Beistandes. Damit verbunden ist auch eine inhaltlich andere Orientierung: Die Adaption des Romans Clèves von Marie Darrieussecq legt deutlich mehr Wert auf den Aspekt der Sexualität, als es in anderen Filmen der Fall ist. Hier wird nicht nur davon geträumt und darüber gesprochen.“ Solange geht ihren Bedürfnissen nach, so wie es der deutsche Titel „Unschuld und Verlangen“ ausdrückt, als ein Mensch, der in einer Art Zwischenstadium steckt. „Sehenswert ist der auf Arte ausgestrahlte TV-Film aber durchaus.“
Emilie Grangeray von Le Monde lobt die gelungene Adaption des Romans von Marie Darrieussecq: „Es ist selten, so selten, die Adoleszenz, das Begehren, den Sex, die ersten Male so gut zu erzählen und zu zeigen. Das ist selten, und doch gelingt es Rodolphe Tissot auf bewundernswerte Weise.“
Regisseur Rodolphe Tissot erhielt beim Festival de la Fiction in La Rochelle 2021 den Preis für die beste Regie. Die Hauptdarstellerin Louisiane Gouverneur wurde als beste Nachwuchsdarstellerin ausgezeichnet. Im Februar 2023 erhielt Unschuld und Verlangen den Preis für den besten französischen Fernsehfilm durch das Syndicat de la Critique de Cinéma.